# 三井記念美術館
三井記念美術館（みついきねんびじゅつかん）は、東京都中央区日本橋室町にある、旧財閥三井家の伝来品を収蔵展示するために設立された、公益財団法人三井文庫が運営する私立美術館である。

## 歴史
1985年、三井家の修史事業を行う三井文庫の本館（史料館）がある東京都中野区上高田に、文化史研究部門として「三井文庫別館」を併設・開館し、数次にわたり三井家伝来の美術品・郵便切手等の寄贈を受けて収集・研究・一般公開を行うようになった。
2005年10月8日より、旧三井鉱山の入居していた東京都中央区日本橋室町の三井本館（重要文化財建造物）7階に「三井文庫別館」が担っていた一般公開施設としての機能を移転し、「三井記念美術館」と改称して開館した。
2022年（令和4年）、前年からの空調設備、照明、床、エントランス、映像ギャラリー、ショップなどの改修工事を終えて三井記念美術館がリニューアルオープンした。改修延べ床面積は3,301.52 m2、美術館面積は2,865 m2、展示室面積は914 m2。

## 主な収蔵品
三井家は本家にあたる総領家（北家）を含め11家に分かれているが、三井記念美術館には北家（総領家）、新町家、室町家、南家、伊皿子家、本村町家のほか、三井家の親戚である鷹司家から寄贈された文化財が収蔵されており、その総数は約4,000点である。中でも北家（総領家）、新町家、室町家からの寄贈品が多く、北家（総領家）から1,900点、新町家から1,050点、室町家から700点が寄贈されている。それらには国宝6点、重要文化財75点、重要美術品4点が含まれおり、茶道具の名品が多い。
北家（総領家）伝来品は、三井文庫別館開設時に11代当主・旧男爵の三井八郎右衛門（三井高公、1895－1992）から寄贈されたものである。円山応挙が三井家のために描いた『雪松図』、国宝2件を含む刀剣類、藤原定家の日記の一部である「熊野御幸記」、金剛右京家伝来の能面類などが著名である。
新町家伝来品は、同家10代当主・旧男爵の三井高遂（みついたかなる、1896－1986）から寄贈されたもので、火葬墓から出土した墓誌としては日本最古の年紀をもつ「船氏王後墓誌」（ふなしおうごぼし）が著名である。
室町家伝来品は1993年（平成5年）に寄贈されたもので、日本製の陶磁器としては数少ない国宝のひとつである、志野茶碗「卯花墻」（うのはながき）が著名である。
他に、三井新町家当主・三井高堅（みつい たかかた、1867-1945）の収集にかかる中国古拓本の聴氷閣（ていひょうかく）コレクション、南家当主・三井高陽（みついたかはる、1900-1983）の収集にかかる、世界有数の郵趣コレクションも収蔵されている。
国宝
- 紙本淡彩雪松図　円山応挙筆　六曲屏風
- 志野茶碗　銘卯花墻（うのはながき）
- 短刀 無銘正宗（名物 日向正宗）
- 短刀 無銘貞宗（名物徳善院貞宗）
- 熊野御幸記 藤原定家筆　建仁元年十月
- 銅製船氏王後墓誌

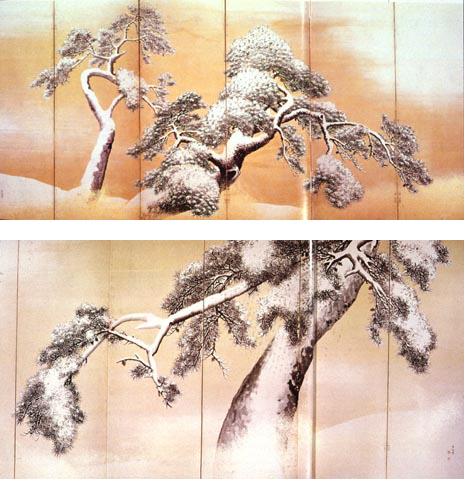
円山応挙 雪松図
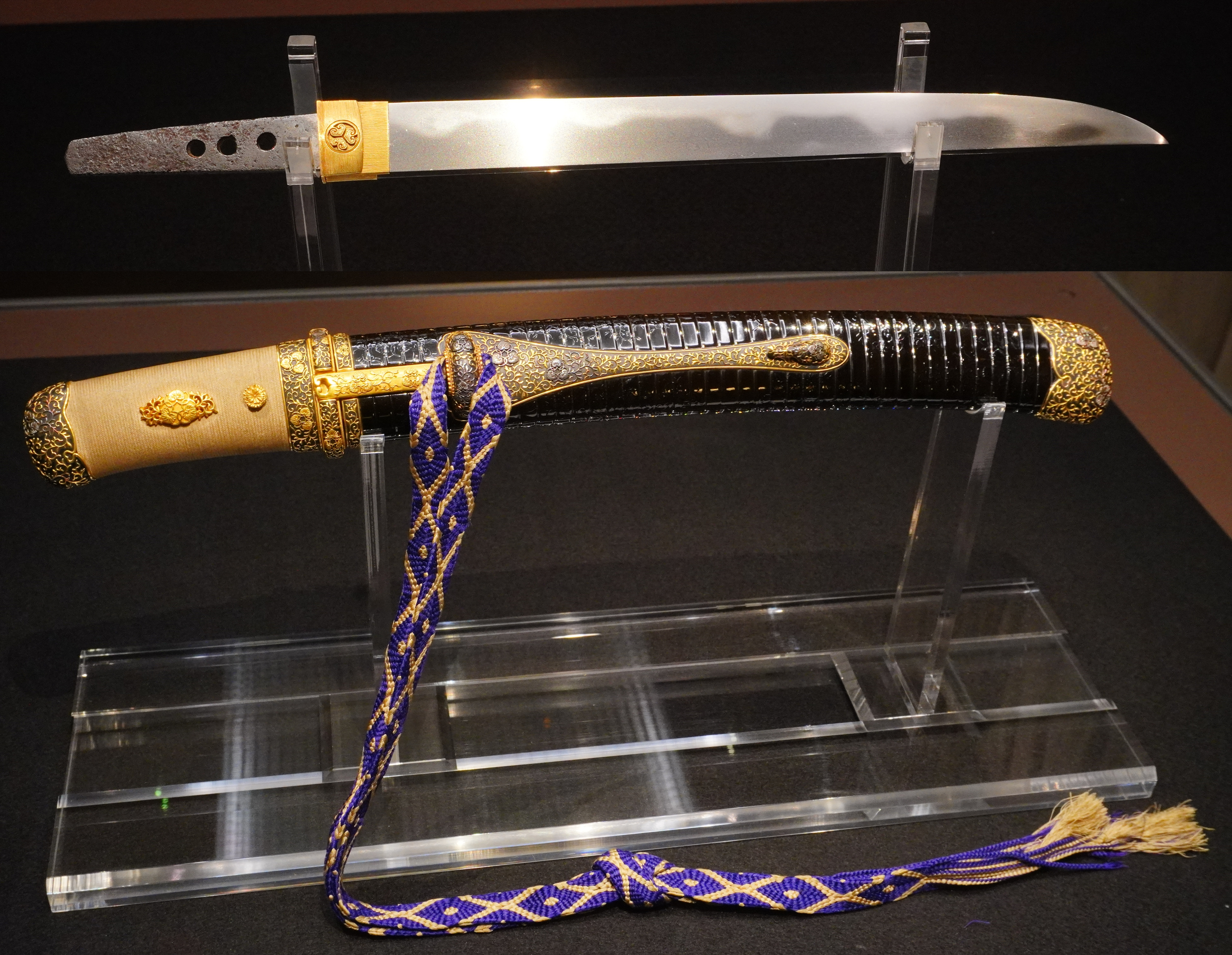
短刀 無銘正宗（名物 日向正宗）とその拵
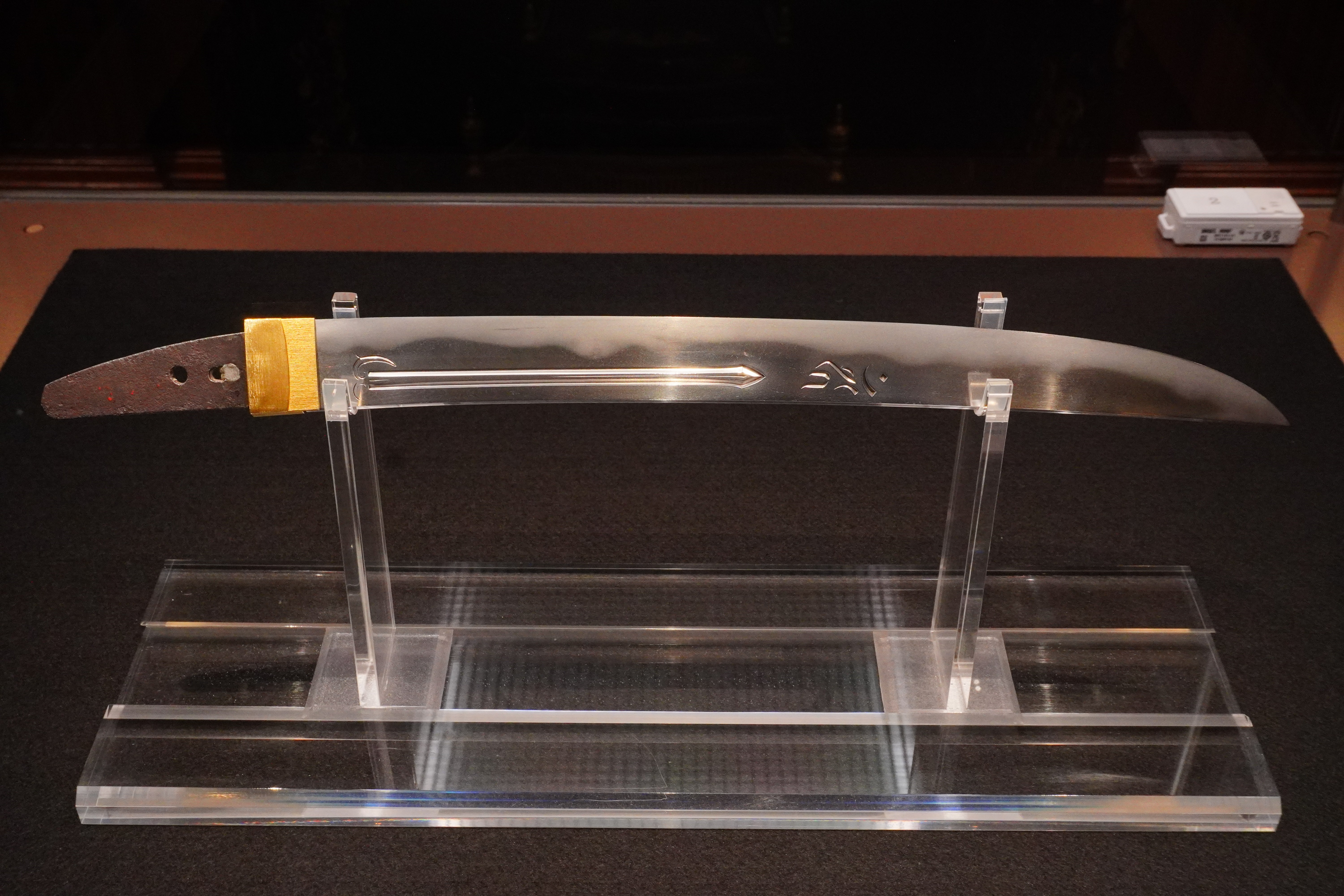
短刀 無銘貞宗（名物 徳善院貞宗）

重要文化財
- 紙本金地著色日月松鶴図 六曲屏風一双
- 紙本著色東福門院入内図 四曲屏風一双[6]
- 旧金剛宗家伝来能面 54面（明細は後出）[7]
- 楽焼黒茶碗（雨雲）本阿弥光悦作
- 黒楽茶碗（俊寛）長次郎作
- 赤楽茶碗（鵺）道入作[8]
- 唐物肩衝茶入（北野） [9]
- 鸞天目茶碗
- 粉引茶碗（三好）[10]
- 太刀 銘国信
- 太刀 銘助真
- 太刀 銘則宗
- 太刀 銘備州長船基光
- 太刀 銘備州長船住兼光　暦応二年正月日
- 薙刀 銘一
- 刀 銘国広
- 拾遺抄[10]
- 古林清茂墨蹟　与無夢一清偈　泰定四年至節後三日
- 手鑑「たかまつ」（百八十六葉）
- 清拙正澄墨蹟 霊致別称偈 延元元年仲夏
- 白氏文集巻第二十三、第三十八（金沢文庫本）[11]
- 日本航海図（羊皮紙著色）

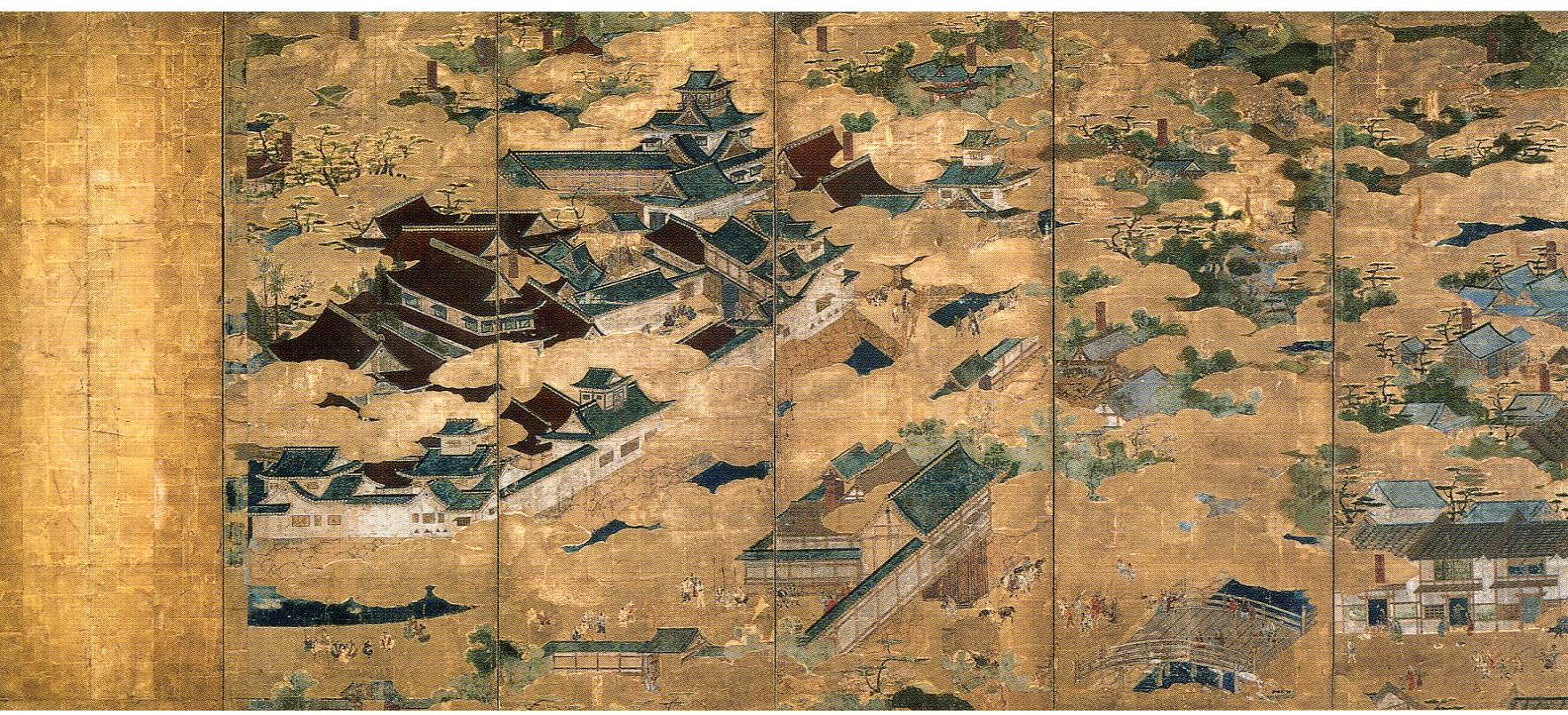
聚楽第図屏風

典拠：2000年までの指定物件については『国宝・重要文化財大全 別巻』（所有者別総合目録・名称総索引・統計資料）（毎日新聞社、2000）による。
国宝・重要文化財の所有者は公益財団法人三井文庫（東京都中野区上高田5 - 16 - 1）
その他
- 聚楽第図屏風（じゅらくだいず・びょうぶ / じゅらくていず・びょうぶ）

## 交通アクセス
東京都中央区日本橋室町2-1-1 三井本館7階
- 東京駅徒歩7分
- 東京メトロ三越前駅徒歩1分